# Dasyvalgus sabatinellii
Dasyvalgus sabatinellii är en skalbaggsart som beskrevs av Ricchiardi 1994. Dasyvalgus sabatinellii ingår i släktet Dasyvalgus och familjen Cetoniidae. Inga underarter finns listade i Catalogue of Life.